# Companhia Docas de Santos
Companhia Docas de Santos (CDS) foi uma empresa privada brasileira que, por noventa e quatro anos (entre 1886 e 1980), deteve o monopólio das operações do porto de Santos.
Foi fundada pelos sócios José Pinto de Oliveira, Eduardo P. Guinle, Cândido Gaffrée, João Gomes Ribeiro de Avellar, Dr. Alfredo Camillo Valdetaro, Benedicto Antônio da Silva, e a firma Ribeiro, Barros & Braga.

## Contexto histórico

### Crescimento da atividade económica de São Paulo
Em 1867 foi inaugurada a São Paulo Railway, linha férrea entre Santos e Jundiaí, de capitais ingleses idealizada pelo barão de Mauá Irineu Evangelista de Sousa.
O aumento do plantio de café no planalto paulista aumentava a demanda pela modernização do porto de Santos, principal via de exportação do produto. 

### Tentativas falhadas
Em 13 de outubro de 1869 o decreto-lei 1746 permitiu a contratação de empresas privadas para desenvolver portos. Tentou-se oferecer uma concessão para uma empresa para desenvolver o porto de Santos em 31 de agosto de 1870. Essa empresa, do conde de Estrela e do Francisco Praxedes de Andrade Pertence, falhou. Fez-se outra tentativa em 16 de dezembro de 1882 que também falhou.

### O grupo vencedor
Finalmente em 19 de outubro de 1886 foi feita mais uma licitação. Foram apresentadas seis propostas. Venceu aquela dos sócios José Pinto de Oliveira, Eduardo P. Guinle, Cândido Gaffrée, João Gomes Ribeiro de Avellar, Dr. Alfredo Camillo Valdetaro, Benedicto Antônio da Silva, e Ribeiro, Barros & Braga.
Dois anos depois, o contrato da concessão foi aprovado pelo decreto 9979 de 12 de julho de 1888, durante o Império do Brasil. A empresa vencedora, com o nome Gaffrée Guinle & Cia, teria o monopólio das operações por 39 anos.
Essa concessão foi estendida para noventa anos pelo decreto 966 de 7 de novembro de 1890, durante a primeira república. Esse decreto foi assinado pelo então ministro da agricultura e obras públicas Francisco Glicério.

## Sucessão aos fundadores

### Guilherme Guinle
Eduardo P. Guinle faleceu em 1912. Sete anos depois, em 1919, faleceu Cândido Gaffrée. Cândido deixou sua considerável fortuna para seus afilhados, instituições de caridade, e igrejas.
O controle da Companhia Docas de Santos passou para Guilherme Guinle, filho de Eduardo e afilhado de Cândido. Guilherme já ocupava a direção da empresa a partir de 1914.
O período da primeira guerra mundial (1914-1918) afetou negativamente as atividades do porto. 

### Cândido Guinle de Paula Machado
Guilherme Guinle faleceu em 1960. Foi sucedido pelo sobrinho Cândido Guinle de Paula Machado. Esse foi o último diretor da Companhia Docas de Santos.

## Fim da concessão
Em 7 novembro de 1980 teve fim a concessão. A administração do porto de Santos passou para a empresa estatal Companhia Docas do Estado de São Paulo (CODESP).